# Claudio Sandonnini
Claudio Sandonnini (Zocca, 19 novembre 1817 – Modena, 29 maggio 1899) è stato un politico italiano.
Fu senatore del Regno d'Italia nella XVII legislatura. Fu inoltre Sindaco della città di Modena per nove anni dal 1863 al 1864 e dal 1875 al 1881, nonché consigliere comunale per 33 anni e consigliere provinciale per 24 anni.

## Biografia
Nacque a Monte Corone (frazione di Zocca).
Nel 1862 venne eletto deputato nel collegio di Modena e fu relatore della commissione d'inchiesta parlamentare sui fatti del settembre 1864 avvenuti a Torino.
Nel 1867 risultò vincitore nei collegi di Mirandola e di Montecchio, optando per il primo. Nel 1880 venne di nuovo eletto nel collegio di Correggio.
Nel 1890, al compimento delle tre legislature, venne nominato Senatore all'età di 73 anni, ma per motivi di salute la sua attività parlamentare fu limitata. 
Morì a Modena all'età di 83 anni.